# یره هورد
یره هورد (به انگلیسی: Jere Hård) (زادهٔ ۷ دسامبر ۱۹۷۸) شناگر اهل فنلاند است.